# 江边乡 (元谋县)
江边乡，是中华人民共和国云南省楚雄彝族自治州元谋县下辖的一个乡镇级行政单位。

## 行政区划
江边乡下辖以下地区：
龙街村、卡莫村、大树村、丙弄村、中村、鱼窝村、盐水井村和阿卓村。

## 概述
1935年5月，红军主力部队欲渡过金沙江，中国工农红军红一方面军红一军团一师在本乡所在的龙街渡口架设浮桥佯渡，成功掩护红军主力部队自禄劝县皎平渡渡过金沙江。2005年龙街渡口被中宣部等6部委命名为全国首批100个红色旅游经典景区之一。
原本乡驻地位于龙川江河口的龙街集镇，由于乌东德水电站蓄水工程，政府机构等搬迁至原成昆铁路红江站附近的启宪安置点。同时，元谋县利用蓄水形成的金沙湖开发旅游产业，在金沙江右岸修建有红色旅游公路。